# Дэвидсон, Брайн
Бра́йн Джо́н Дэ́видсон (англ. Brian John Davidson; род. 28 апреля 1964, Холивуд, Северная Ирландия, Великобритания) — британский государственный служащий и дипломат. Генеральный консул Великобритании в Гуанчжоу с 2006 по 2010 год. Генеральный консул Великобритании в Шанхае с 2011 по 2015 год. Посол Великобритании в Таиланде с 2016 года по 2021 год. Генеральный консул Великобритании в Гонконге и Макао с 2021 года по настоящее время.

## Биография
Родился 28 апреля 1964 года в Холивуде, в Северной Ирландии. Окончил Тринити-колледж в Кембридже с отличием защитив степень бакалавра гуманитарных наук в области права. В 1985 году поступил на службу в Министерство иностранных дел и по делам Содружества. Служил референтом по направлению Чехословакии и Болгарии в отделении Восточной Европы. Выучил севернокитайский язык в Школе азиатских и африканских исследований при Лондонском университете, перед тем, как был назначен вторым секретарем по политическим и информационным вопросам посольства Великобритании в Пекине. Занимал эту должность с 1988 по 1992 год. С 1992 по 1993 год работал аналитиком по вопросам терроризма и международной безопасности в Кабинете министров. С 1993 по 1996 год был руководителем Китайской секции Дальневосточного и Тихоокеанского департамента Министерства иностранных дел и по делам Содружества.
С 1996 по 2000 год служил первым секретарём Верховного комиссара Великобритании в Австралии. В 2001 году был назначен заместителем главы посольства Великобритании в Литве, и занимал эту должность до 2004 года. С марта 2005 года по сентябрь 2006 года работал в частном секторе экономики в качестве заместителя генерального директора Лондонской международной финансовой службы. В октябре 2006 года вернулся на дипломатическую службу и был назначен генеральным консулом Великобритании в Гуанчжоу, где он проработал до декабря 2010 года. В январе 2011 года он был назначен генеральным консулом Великобритании в Шанхае . В декабре 2013 года, во время официального визита в Шанхай корабля Королевского военно-морского флота Великобритании — эсминца «Отважный», на правах генерального консула, помогал в повторном обнаружении могил четырёх военнослужащих пехотного полка Королевских Ольстерских стрелков, которые погибли в 1937 году во время бомбардировки Шанхая японской авиацией.
7 сентября 2015 года был назначен послом Великобритании в Таиланде. Прибыл на место службы в июне 2016 года. Официальное вступление в должность состоялось в сентябре 2016 года However, he actually took up the post in June 2016..

## Личная жизнь
Брайн Дэвидсон — открытый гомосексуал. В сентябре 2014 года он сочетался браком со своим партнёром Скоттом Чангом, американцем китайского происхождения. Церемония бракосочетания, организованная послом Великобритании в Китае, сэром Себастьяном Вудом в резиденции посла в Пекине, вызвала неудовольствие у официальных властей Китайской Народной Республики, в которой однополые браки запрещены. Брак был заключен в соответствии с законодательством Великобритании, разрешающим однополые браки с марта 2014 года. После церемонии Брайн Дэвид дал официальный комментарий: «Очевидно, что Скотт и я очень рады возможности сочетаться браком по британскому законодательству. Мы очень гордимся тем, что Великобритания является одной из немногих стран в мире, где подобное возможно».